# Ridha Ben Ammar
Pour les articles homonymes, voir Ammar.
Ridha Ben Ammar (arabe : رضا بن عمّار), né le 23 mars 1926 à La Marsa et mort le 18 février 1979 à Tunis, est une figure du mouvement national tunisien.

## Biographie

### Résistance au protectorat français
Issu de la famille Ben Ammar, il reçoit durant la Seconde Guerre mondiale une formation politique et militaire dans un camp dirigé par Habib Thameur, directeur du Néo-Destour,,.
En décembre 1952, le syndicaliste Farhat Hached est assassiné par la Main rouge. Un groupe de résistants comprenant Salah Bouderbala, Hamadi Ghars, Noureddine Ben Jemii, Hedi Ouertani, Naceur Bey et lui-même décide de s'engager dans la lutte armée pour venger la mort du syndicaliste. Des « cellules de résistance armée » sont alors créés sur tout le territoire. Ben Ammar est chargé de commander un groupe opérant dans Tunis et ses environs.
En février 1953, une réunion constitutive du Conseil supérieur de la résistance armée est tenue au domicile d'Ali Ben Youssef et sur initiative de Bouderbala et Béchir Zarg Layoun.
Recherché pour ses activités militaires, Ben Ammar est arrêté en 1953 par l'armée française et incarcéré, sans jugement, dans la prison civile du Bardo. Dans la nuit du 22 août, il s'évade avec 46 codétenus pour se réfugier à Tripoli et rejoindre d'autres militants au Caire pour parfaire sa formation militaire et politique,.

### Opposition aux accords franco-tunisiens de 1955
Après la ratification des accords franco-tunisiens octroyant à la Tunisie une autonomie interne, le 3 juin 1955, le Néo-Destour demande à partir du 20 novembre de la même année aux groupes de résistants d'arrêter leurs opérations militaires.
Plusieurs chefs militaires, tels que Lazhar Chraïti, Sassi Lasoued et Mosbah Jarbou, obtempèrent en rendant les armes. Les jugeant défavorables à la Tunisie, le groupe de Ridha Ben Ammar, encore en exil au Moyen-Orient, rejette lesdits accords et refuse d'abandonner la lutte armée.
À la suite de son rejet des accords et en raison de ses activités militaires, il est arrêté le 21 mai 1956, par l'armée tunisienne et la garde nationale, dans la ville de Medjez el-Bab.
Le 28 janvier 1957, la Haute Cour, créée par le décret du 19 mars 1956, juge Ben Ammar et plusieurs de ses compagnons et le condamne à vingt ans de travaux forcés. Salah Ben Youssef et trois de ses lieutenants sont également jugés par contumace durant le même procès et condamnés à la peine capitale.
Le procès, qui dure treize jours, est retransmis en direct par la radio nationale.

### Libération
Dans une interview accordée le 27 octobre 2002 à la chaîne Al Jazeera, l'ancien président algérien Ahmed Ben Bella déclare avoir fait pression sur le président Habib Bourguiba pour obtenir la libération de Ben Ammar et Hamadi Ghars.
Le 20 mars 1965, alors que la Tunisie commémore le neuvième anniversaire de son indépendance, tous deux sont graciés et libérés après huit ans de détention à la prison de Ghar El Melh.

### Distinctions
Le 20 mars 1966, le président Bourguiba se réconcilie avec Ben Ammar en le décorant des insignes de l'Ordre de la République. Le 20 mars 2013, il reçoit à titre posthume les insignes de grand officier de l'Ordre de l'Indépendance,.

### Vie privée
Ridha Ben Ammar est le fils du juriste Mohammed Ben Ammar et de Habiba Chaouch, frère du magistrat Fadhel Ben Ammar et l'oncle maternel de l'activiste Sihem Bensedrine. Il est père de cinq enfants.

## Instance vérité et dignité
Après la révolution de 2011, et afin de veiller à l'instauration de la justice transitionnelle et à son organisation, l'Instance vérité et dignité est créée par la loi organique 2013-53 du 24 décembre 2013.
Le 18 novembre 2016, une première séance de témoignage sur les exactions envers les partisans de Ben Youssef est retransmise en direct sur la télévision nationale. Ghars, membre du groupe de Ben Ammar, relate les faits tels qu'il les a vécus et son long périple à ses côtés.